# Sergente maggiore
Quello di sergente maggiore è un grado militare utilizzato da varie forze armate nei paesi del mondo.

## Nel mondo

### Italia
Costituisce il secondo grado dei sergenti dell'Esercito Italiano e dell'Aeronautica Militare, superiore del sergente e subordinato al sergente maggiore capo. Possono essere promossi sergente maggiore tutti i sergenti per anzianità dopo 4 anni di permanenza nel grado. Il grado è equivalente al codice di grado NATO OR-6. Nei documenti ufficiali è abbreviato Serg. Magg..
Il distintivo di grado del sergente maggiore per l'Esercito è di colore oro costituito da un gallone e due galloncini divisi da due filetti neri. Il distintivo di grado del sergente maggiore per l'Aeronautica è di colore oro costituito invece da un gallone e due galloncini divisi da due filetti blu e viene ripreso dall'Esercito per il grado di Sergente Maggiore delle aviotruppe.

Distintivo per controspallina di sergente maggiore dell'Esercito Italiano.
Distintivo per controspallina di sergente maggiore paracadutista.
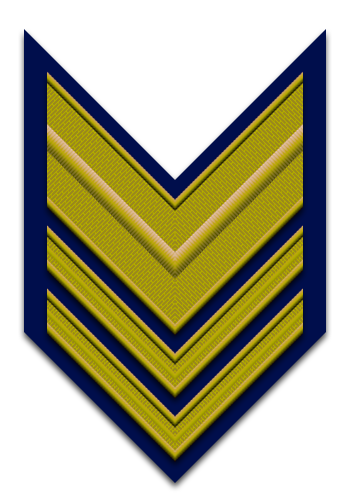
Distintivo da braccio di sergente maggiore dell'Aeronautica Militare; è cucito sulla manica a metà tra spalla e gomito.

Le corrispondenze tra le altre armi delle forze armate italiane sono:
| Stato servizio                     | Esercito Italiano      | Marina Militare     | Aeronautica Militare   |
| ---------------------------------- | ---------------------- | ------------------- | ---------------------- |
| al termine del corso di formazione | Sergente               | Sergente            | Sergente               |
| dopo 7 anni nel grado inferiore    | Sergente maggiore      | Secondo capo        | Sergente maggiore      |
| dopo 7 anni nel grado inferiore    | Sergente maggiore capo | Secondo capo scelto | Sergente maggiore capo |

### Finlandia

Distintivo della divisa M05

Nelle forze armate finlandesi il grado è Ylikersantti/Översergeant secondo la dizione in finlandese o svedese, letteralmente sopra sergente. 
Corrisponde al Staff sergeant dell'US Army e dell'US Marine Corps, Technical sergeant dell'US Air Force e dell'US Space Force, Petty officer first class dell'US Navy e US Coast Guard.
Nelle forze armate italiane il grado corrisponde al Sergente maggiore dell'Esercito e dell'Aeronautica, brigadiere dell'Arma dei Carabinieri, e secondo capo della Marina Militare.

### Grecia
Nell'esercito e nell'Aeronautica militare della Grecia il grado corrispondente è Lochias (greco: Λοχίας) che nella comparazione dei gradi della NATO corrisponde al livello del sergente maggiore dell'Esercito e dell'Aeronautica militare italiana.

### Svizzera
it: Sergente maggiore, fr: Sergent-major, de: Feldweibel
Nell'esercito svizzero, il grado di sergente maggiore (abbreviato sgtm) è assegnato agli specialisti tecnici.
Prima della riforma dell'Esercito XXI (1º gennaio 2004) i sergenti maggiori d'unità (gli attuali sergenti maggiori capo) avevano questo grado.

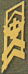
Distintivo vecchio

### Stati Uniti

#### Distintivi di grado di sergente dello US Army
| Distintivo    | |                                                              |                                                 |                                    |                                 |                                 |                                                 |                                  |                     |  |  |  |  |
| Grado         | Senior Enlisted Advisor to the Chairman (Sottufficiale consigliere del Capo dello stato maggiore congiunto) | Sergeant Major of the Army (Sergente Maggiore dell'esercito) | Command Sergeant Major (Sergente maggiore capo) | Sergeant Major (Sergente Maggiore) | First Sergeant (Primo Sergente) | Master Sergeant (Sergente Capo) | Sergeant First Class (Sergente di prima classe) | Staff Sergeant (Sergente scelto) | Sergeant (Sergente) |  |  |  |  |
| Abbreviazione | SEAC | SMA                                                          | CSM                                             | SGM                                | 1SG                             | MSG                             | SFC                                             | SSG                              | SGT                 |  |  |  |  |

#### Distintivi di grado di sergente della US Air Force
| Codice USA | E-10 | E-9                                                                            | E-9                                                    | E-9                                        | E-9                                        | E-8                                                  | E-8                                                  | E-7                              | E-7                              | E-6                                   | E-5                              |
| Codice NATO | OR-9 | OR-9                                                                           | OR-9                                                   | OR-9                                       | OR-9                                       | OR-8                                                 | OR-8                                                 | OR-7                             | OR-7                             | OR-6                                  | OR-5                             |
| --- | --- | ------------------------------------------------------------------------------ | ------------------------------------------------------ | ------------------------------------------ | ------------------------------------------ | ---------------------------------------------------- | ---------------------------------------------------- | -------------------------------- | -------------------------------- | ------------------------------------- | -------------------------------- |
| Distintivo di grado | |                                                                                |                                                        |                                            |                                            |                                                      |                                                      |                                  |                                  |                                       |                                  |
| Grado | Senior Enlisted Advisor to the Chairman (Sottufficiale consigliere del Capo dello stato maggiore congiunto) | Chief master sergeant of the Air Force (sergente maggiore capo dell'Aviazione) | Command chief master sergeant (Sergente maggiore capo) | Chief master sergeant1 (Sergente maggiore) | Chief master sergeant1 (Sergente maggiore) | Senior master sergeant1 (sergente capo di 1ª classe) | Senior master sergeant1 (sergente capo di 1ª classe) | Master sergeant1 (sergente capo) | Master sergeant1 (sergente capo) | Technical sergeant (sergente tecnico) | Staff sergeant (sergente scelto) |
| Abbreviazione | SEAC | CMSAF                                                                          | CCM                                                    | CMSgt                                      | CMSgt                                      | SMSgt                                                | SMSgt                                                | MSgt                             | MSgt                             | TSgt                                  | SSgt                             |
| 1 I gradi di Master sergeant, Senior master sergeant, Chief master sergeant presentano anche una versione First sergeant (primo sergente), segnalata da un rombo al centro dello stemma. Non è un grado a sé stante, ma contraddistingue i sottufficiali a cui sono assegnati addizionali compiti e responsabilità. | |                                                                                |                                                        |                                            |                                            |                                                      |                                                      |                                  |                                  |                                       |                                  |

#### Distintivi di grado di sergente dello US Marine Corps
| colletto distintivo di grado presente solo sulla manica sinistra |                                                                              |                                    |                                                          |                                 |                                    |                                           |                                  |                     |
| Grado | Sergeant major of the Marine Corps (sergente maggiore del Corpo dei Marine)1 | Sergeant major (sergente maggiore) | Master gunnery sergeant (sergente maestro d'artiglieria) | First sergeant (primo sergente) | Master sergeant (sergente maestro) | Gunnery sergeant (sergente d'artiglieria) | Staff sergeant (sergente scelto) | Sergeant (sergente) |
| abbreviazione | SgtMajMarCor                                                                 | SgtMaj                             | MGySgt                                                   | 1stSgt                          | MSgt                               | GySgt                                     | SSgt                             | Sgt                 |
| 1 Sebbene il singolo MCPOCG in servizio sia ufficialmente un E-9, assolvendo incarichi particolari e percependo indennità speciali, il suo livello di retribuzione è a volte ufficiosamente (e quindi erroneamente) chiamato "E-10". |                                                                              |                                    |                                                          |                                 |                                    |                                           |                                  |                     |

### Unione Sovietica e Russia
Nelle forze armate della Federazione Russa e in precedenza nelle forze armate sovietiche il livello del ruolo sergenti si articola su quattro livelli:
- Staršiná (russo: Старшина́; traslitterato: Staršiná) omologabile nelle forze armate italiane al sergente maggiore capo dell'Esercito e dell'Aeronautica e al secondo capo scelto della Marina
- Sergente anziano (russo: Ста́рший сержа́нт; translittarato: Stáršij seržánt) o Sergente scelto o sergente maggiore, omologabile nelle forze armate italiane al sergente maggiore dell'Esercito e dell'Aeronautica e al secondo capo della Marina
- Sergente (russo: Сержа́нт; translittarato: Seržánt) omologabile nelle forze armate italiane al grado di sergente
- Sergente inferiore o Secondo sergente (russo: Мла́дший сержа́нт; translittarato: Mládšij Seržánt) omologabile nelle forze armate italiane al massimo grado della categoria dei graduati di truppa.

Nella marina russa i gradi di staršina, paragonabili al ruolo sergenti della Marina Militare Italiana, si articolano su quattro livelli, anche se tuttavia il grado più alt0 di Glavnyj korabel'nyj staršina potrebbe essere equiparato ai gradi di capo di terza o seconda classe della Marina Militare:
- Glavnyj korabel'nyj staršina (OR-7)
- Glavnyj staršina (OR-7)
- Staršina 1 stat'i (OR-5)
- Staršina 2 stat'i (OR-4)

Staršiná è stato il grado più alto tra i sottufficiali delle forze armate sovietiche fino al 1972, quando vennero introdotti i gradi di Praporščik e Staršij praporščik, corrispondenti ai Warrant Officer delle forze armate americane.
| Equivalente NATO  | OR-7              | OR-7                              | OR-6                              | OR-6                              | OR-6                              | OR-6                              | OR-6                              | OR-6             | OR-5             | OR-5             | OR-5             | OR-5             | OR-5             | OR-5                               | OR-4                               | OR-4 |
| ----------------- | ----------------- | --------------------------------- | --------------------------------- | --------------------------------- | --------------------------------- | --------------------------------- | --------------------------------- | ---------------- | ---------------- | ---------------- | ---------------- | ---------------- | ---------------- | ---------------------------------- | ---------------------------------- | ---- |
| Russia (bandiera) |                   |                                   |                                   |                                   |                                   |                                   |                                   |                  |                  |                  |                  |                  |                  |                                    |                                    |      |
| старшина́ Staršiná | старшина́ Staršiná | ста́рший сержа́нт Sergente maggiore | ста́рший сержа́нт Sergente maggiore | ста́рший сержа́нт Sergente maggiore | ста́рший сержа́нт Sergente maggiore | ста́рший сержа́нт Sergente maggiore | ста́рший сержа́нт Sergente maggiore | сержа́нт Sergente | сержа́нт Sergente | сержа́нт Sergente | сержа́нт Sergente | сержа́нт Sergente | сержа́нт Sergente | мла́дший сержа́нт Sergente inferiore | мла́дший сержа́нт Sergente inferiore |      |

| Equivalente NATO  | OR-7              | OR-7                              | OR-6                              | OR-6                              | OR-6                              | OR-6                              | OR-6                              | OR-6             | OR-5             | OR-5             | OR-5             | OR-5             | OR-5             | OR-5                               | OR-4                               | OR-4 |
| ----------------- | ----------------- | --------------------------------- | --------------------------------- | --------------------------------- | --------------------------------- | --------------------------------- | --------------------------------- | ---------------- | ---------------- | ---------------- | ---------------- | ---------------- | ---------------- | ---------------------------------- | ---------------------------------- | ---- |
| Russia (bandiera) |                   |                                   |                                   |                                   |                                   |                                   |                                   |                  |                  |                  |                  |                  |                  |                                    |                                    |      |
| старшина́ Staršiná | старшина́ Staršiná | ста́рший сержа́нт Sergente maggiore | ста́рший сержа́нт Sergente maggiore | ста́рший сержа́нт Sergente maggiore | ста́рший сержа́нт Sergente maggiore | ста́рший сержа́нт Sergente maggiore | ста́рший сержа́нт Sergente maggiore | сержа́нт Sergente | сержа́нт Sergente | сержа́нт Sergente | сержа́нт Sergente | сержа́нт Sergente | сержа́нт Sergente | мла́дший сержа́нт Sergente inferiore | мла́дший сержа́нт Sergente inferiore |      |

| Equivalente NATO                                          | OR-7                                                      | OR-7                              | OR-6                              | OR-6                              | OR-6                              | OR-6                              | OR-6                              | OR-6                                | OR-5                                | OR-5                                | OR-5                                | OR-5                                | OR-5                                | OR-5                                | OR-4                                | OR-4 |
| --------------------------------------------------------- | --------------------------------------------------------- | --------------------------------- | --------------------------------- | --------------------------------- | --------------------------------- | --------------------------------- | --------------------------------- | ----------------------------------- | ----------------------------------- | ----------------------------------- | ----------------------------------- | ----------------------------------- | ----------------------------------- | ----------------------------------- | ----------------------------------- | ---- |
|                                                           |                                                           |                                   |                                   |                                   |                                   |                                   |                                   |                                     |                                     |                                     |                                     |                                     |                                     |                                     |                                     |      |
| Главный корабельный старшина Glavnyj korabel'nyj staršina | Главный корабельный старшина Glavnyj korabel'nyj staršina | Главный старшина Glavnyj staršina | Главный старшина Glavnyj staršina | Главный старшина Glavnyj staršina | Главный старшина Glavnyj staršina | Главный старшина Glavnyj staršina | Главный старшина Glavnyj staršina | Старшина 1 статьи Staršina 1 stat'i | Старшина 1 статьи Staršina 1 stat'i | Старшина 1 статьи Staršina 1 stat'i | Старшина 1 статьи Staršina 1 stat'i | Старшина 1 статьи Staršina 1 stat'i | Старшина 1 статьи Staršina 1 stat'i | Старшина 2 статьи Staršina 2 stat'i | Старшина 2 статьи Staršina 2 stat'i |      |

### Venezuela
Nella Fuerza Armada Nacional Bolivariana del Venezuela i sottufficiali sono denominati sergenti. I gradi di Sargento Segundo e Sargento Primero sono omologabili al sergente e al sergente maggiore dell'Esercito e dell'Aeronautica Militare Italiana e al sergente e al secondo capo della Marina Militare.
Il grado di sergente maggiore è articolato su tre livelli: Sargento Mayor de Tercera, Sargento Mayor de Segunda e Sargento Mayor de Primera omologabili rispettivamente al sergente maggiore capo, al Maresciallo e al Maresciallo ordinario dell'Esercito Italiano, al sergente maggiore capo, al Maresciallo di terza di seconda e dell'Aeronautica Militare Italiana e al capo di terza e di seconda classe della Marina Militare.
I gradi superiori sono Sargento Ayudante e Sargento Supervisor, equiparabili il Sargento Ayudante al Maresciallo capo dell'esercito, al prima classe dell'Aeronautica e al capo di prima classe della Marina Militare, mentre il Sargento Supervisor è equiparabile al primo maresciallo delle forze armate italiane.
Ejército Nacional de la República Bolivariana de Venezuela
| Sargento-Mayor3ra         | Sargento-Mayor2da         | Sargento-Mayor1ra         |
| Sargento Mayor de Tercera | Sargento Mayor de Segunda | Sargento Mayor de Primera |
| SM3ra                     | SM2da                     | SM1ra                     |

Armada Bolivariana
|                           |                           |                           |
| Sargento Mayor de Tercera | Sargento Mayor de Segunda | Sargento Mayor de Primera |
| SM3ra                     | SM2da                     | SM1ra                     |

Aviación Militar Nacional Bolivariana
| AvSargento-Mayor3ra       | AvSargento-Mayor2da       | AvSargento-Mayor1ra       |
| Sargento Mayor de Tercera | Sargento Mayor de Segunda | Sargento Mayor de Primera |
| SM3ra                     | SM2da                     | SM1ra                     |